# Лобанов, Андрей Михайлович
Андрей Михайлович Лоба́нов (28 июля (10 августа) 1900, Москва — 18 февраля 1959, Москва) — советский театральный режиссёр и педагог. Народный артист РСФСР (1947). Лауреат Сталинской премии второй степени (1946).

## Биография
Андрей Лобанов родился в Москве в семье эконома 1-й классической гимназии. Окончив гимназию в 1918 году, поступил на юридическое отделение факультета общественных наук Московского университета. Во время учёбы познакомился и сблизился на общем интересе к театру с Осипом Абдуловым, Михаилом Астанговым и Рубеном Симоновым. Вместе они участвовали в драматической секции студенческого клуба «Наука и искусство» под руководством актёра Опытно-показательного театра А. З. Народецкого. В 1918—1919 гг. было поставлено несколько спектаклей, после чего секция распалась.

### 1919—1930 гг.
В 1919 году все четверо поступили в студию артиста Художественного театра Александра Гейрота, но в конце того же года перешли в Шаляпинскую студию. Одновременно Лобанов оставил учёбу в университете. Студия дала ему возможность наблюдать за режиссёрской работой Е. Б. Вахтангова и Л. М. Леонидова, участвовать в этюдах с Ф. И. Шаляпиным и А. Д. Диким.
В 1921 году поступил в школу Второй студии Художественного театра, в связи с чем ушёл из Шаляпинской студии. Через год, однако, в поисках независимости и самостоятельности Лобанов покинул и эту школу, но попытка организовать собственную студию оказалась неудачной. В 1924 году он закрыл студию и вместе с наиболее способными учениками перешёл в Студию Ю. А. Завадского. Он преподаёт в студии, ставит спектакли в драматических коллективах производственных предприятий. Одновременно, в том же 1924 году поступил актёром в Театр имени В. Ф. Комиссаржевской. Работал под руководством педагога-режиссёра В. Г. Сахновского, в нашумевшем спектакле которого «Мёртвые души», оказавшем на Лобанова большое влияние, исполнил роль жены Собакевича.
После закрытия театра в 1926 году поступил актёром в Государственный драматический экспериментальный театр при Профклубной мастерской. Осенью того же года Р. Н. Симонов пригласил Лобанова в организуемую им студию. Коллектив составился из группы молодых актёров Шаляпинской студии, студийцев «Синей птицы» и студентов-выпускников Центрального техникума театрального искусства. В 1928 году помогал Симонову ставить спектакль-инсценировку пародийного романа С. Заяицкого «Красавица с острова Люлю», в 1930 году поставил спектакль на современную тему «Мы должны хотеть» В. Державина. Продолжал преподавать в Студии Ю. А. Завадского, в 1927 году ставшей театром-студией, и участвовать в спектаклях Профклубной мастерской.

### 1931—1941 гг.
В 1931 году поставил в студии Р. Симонова «Таланты и поклонники» А. Н. Островского. Спектакль был высоко оценён прессой и пользовался успехом у зрителей — к июлю 1935 года он прошёл около 600 раз при переполненном зале, а всего до закрытия театра в 1937 году — около 1000 раз. Совсем иная судьба была у поставленного им в конце 1934 года «Вишнёвого сада» А. П. Чехова. В критических отзывах Лобанова обвиняли в искажении идеи пьесы и характеров персонажей, в неуважении к традиционным истолкованиям пьес Чехова в Художественном театре, в нигилизме по отношению к культурному наследию классиков и пр.
Лобанов работал в театре-студии Симонова все 11 лет до её закрытия в 1937 году путём слияния с московским Театром рабочей молодёжи (ТРАМ). Кроме «Талантов и поклонников» и «Вишнёвого сада» он поставил там ещё пять спектаклей. Работу в студии совмещал с режиссёрской деятельностью в нескольких театральных коллективах: в театре ВЦСПС в 1932 году поставил «Женитьбу Бальзаминова» А. Н. Островского (совместно с И. М. Рапопортом), в 1934 году в Театре рабочих ребят Бауманского района (с 1936 года — Московский театр для детей) поставил «Воспитанницу» А. Н. Островского и «Начало пути» («Алёша Пешков») по повести А. М. Горького (1941), в московском Театре юных зрителей — «Блуждающую школу» Л. А. Кассиля и С. А. Ауслендера (1935), в Центральном театре Красной Армии поставил «Восточный батальон» бр. Тур и И. Л. Прута (1935) и «Волки и овцы» А. Н. Островского (1937). Уже после закрытия студии Р. Симонова и до начала Великой Отечественной войны поставил «Живой труп» Л. Н. Толстого в московском ТРАМе (1938). С 1937 года А. М. Лобанов — режиссёр московского Театра революции, на сцене которого поставил «Таню» А. Н. Арбузова с Марией Бабановой в заглавной роли (1939) и «Простые сердца» К. Г. Паустовского (1940).
В 1939 году А. М. Лобанов был приглашён художественным руководителем Московского театра имени М. Н. Ермоловой Н. П. Хмелёвым для постановки пьесы Дж. Пристли «Время и семья Конвей». Премьера спектакля состоялась осенью 1940 года. До начала Великой Отечественной войны он прошёл 80 раз, после чего был снят с репертуара. В том же году поставил пьесу К. Гольдони «Слуга двух господ» в Театре сатиры.

### 1941—1945 гг.
Во время войны оставался в Москве, хотя ему предлагали работу в эвакуированных стационарных театрах. Ставил спектакли в Передвижном театре обозрения, фронтовых театрах ВТО, в Московском театре миниатюр, главным режиссёром которого был назначен в 1942 году. Поставил патриотический спектакль «Наша Москва» Н. М. Горчакова — о защите Москвы в 1812 и в 1941—1942 годах, а также несколько сатирических одноактных пьес. Продолжал работу в театре имени М. Н. Ермоловой («Хирург Пирогов» Ю. П. Германа). В 1944 году принял предложение Н. П. Хмелёва стать его заместителем и сразу же начал готовить «Бешеные деньги» А. Н. Островского. После успешной премьеры спектакля в январе 1945-го поставил «Укрощение укротителя» Джона Флетчера.

### 1946—1958 гг.

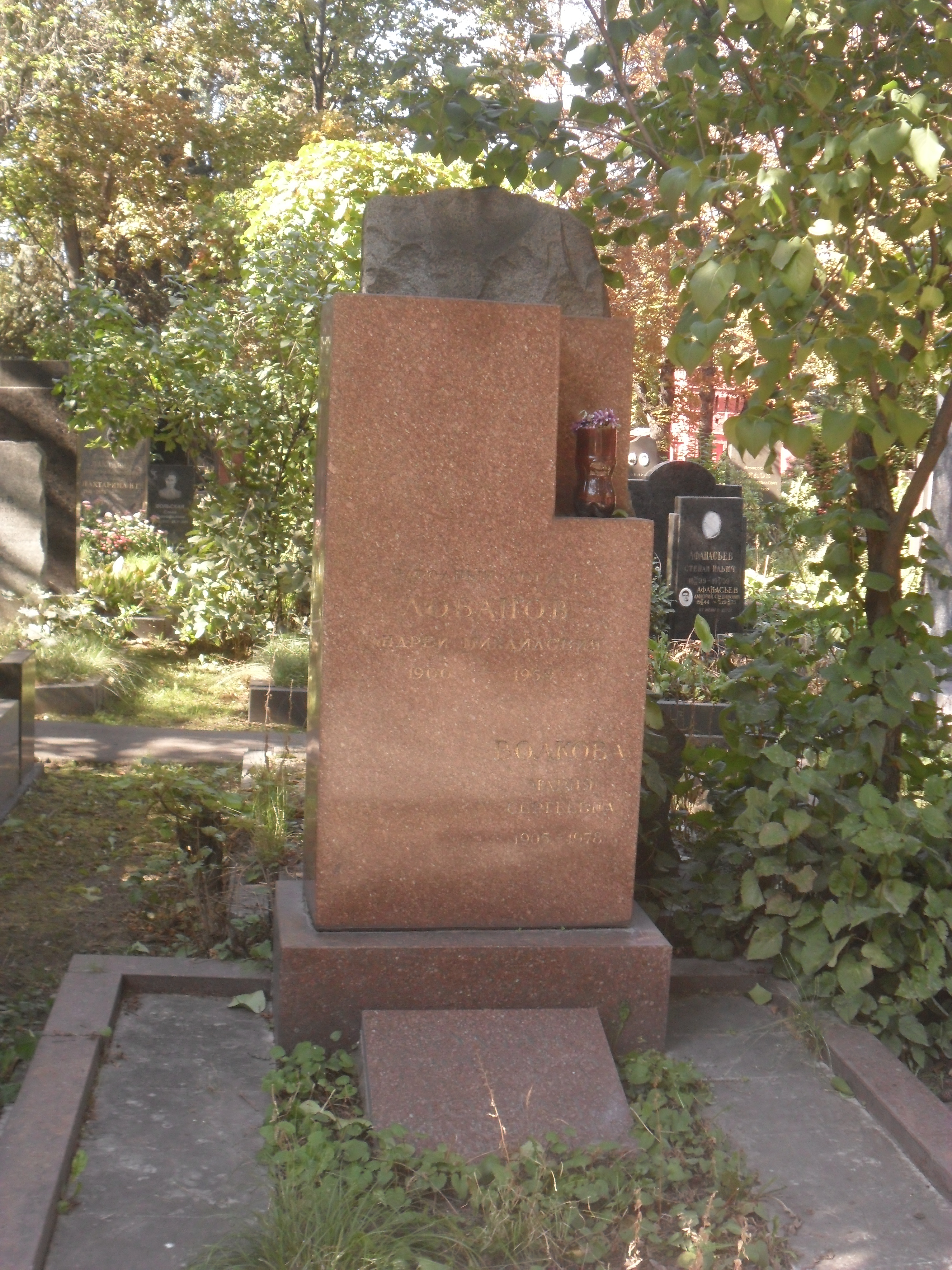
Могила Лобанова на Новодевичьем кладбище Москвы.

Мемориальная доска А. М. Лобанову на здании Московского драматического театра имени М. Н. Ермоловой

В январе 1946 года после неожиданной смерти Н. П. Хмелёва А. М. Лобанов был назначен художественным руководителем театра. В 1946 году поставил «Старые друзья» Л. Малюгина и «Далеко от Сталинграда» А. А. Сурова.
В период с 1947 по 1957 год он выпустил 13 спектаклей, в числе которых «Спутники» В. Ф. Пановой, «Дачники» и «Достигаев и другие» А. М. Горького, «Вечно живые» В. С. Розова.
Много внимания Андрей Лобанов удалял педагогической деятельности: с 1933 года преподавал в ГИТИСе, с 1948 года — профессор; среди учеников — Георгий Товстоногов.
Он действительно уже несколько лет был серьёзно болен, к этому прибавились проблемы творческого характера, недоброжелательное отношение части труппы, болезненно воспринимаемая им критика последних работ. Тем не менее, уже на положении очередного режиссёра Лобанов продолжал работу в театре, в 1957 году поставил пьесу Н. Хентера «Вода с луны». Новый главный режиссёр Л. В. Варпаховский предлагал ему любую форму сотрудничества, однако свой последний спектакль «На всякого мудреца довольно простоты» А. Н. Островского Лобанов поставил на сцене Театра сатиры (1958).
Андрей Михайлович Лобанов умер 18 февраля 1959 года. Похоронен 20 февраля в Москве на Новодевичьем кладбище (участок № 5).

## Творчество
Андрей Лобанов проповедовал в театре «реалистичность, одухотворённую поэзией»; театр в его представлении был «микроскопом, поставленным перед глазами зрителя, позволяющим ему разглядеть жизнь во всех её изгибах, извилинах, деталях, важнейших моментах». П. А. Марков пишет: «Лобанов — один из самых целомудренных и строгих режиссёров, хотя ему никак нельзя отказать в умной иронии и юморе. Как будто тихо и незаметно, но властно ведет он за собой зрителя и при его неугасающем внимании виртуозно пользуется своим методом, активно развивая характеры. Он мастерски владеет ритмом, знает силу паузы и четко ощущает стилистические и философские различия авторов». В числе лучших его спектаклей — «Таланты и поклонники» (1931), «Бешеные деньги» (1945) и «Невольницы» (1948) А. Н. Островского, «Таня» А. Н. Арбузова (1939), «Дачники» (1949) и «Достигаев и другие» (1952) А. М. Горького, «На всякого мудреца довольно простоты» А. Н. Островского (1958).
Осуществлённые им постановки пьес Горького театроведы относят к лучшим интерпретациям пьес драматурга.

### Театральные постановки[5]
Театр-студия под руководством Ю. А. Завадского
- 1928 — «Компас» В. Газенклевера (совместно с Ю. А. Завадским)

Театр-студия под руководством Р. Н. Симонова
- 1930 — «Мы должны хотеть» В. Державина
- 1931 — «Таланты и поклонники» А. Н. Островского
- 1932 — «Водевили эпохи французской революции»
- 1934 — «Вишнёвый сад» А. П. Чехова; «Поднятая целина» по М. А. Шолохову (совместно с Р. Н. Симоновым)
- 1936 — «Всегда в пять» С. Моэма; «Музыкантская команда» Д. Деля
- 1937 — «Дети солнца» М. Горького (совместно с В. Марутой)

Театр ВЦСПС
- 1932 — «Женитьба Бальзаминова» А. Н. Островского (совместно с И. М. Рапопортом)

Театр рабочих ребят Бауманского района — Московский театр для детей
- 1934 — «Воспитанница» А. Н. Островского
- 1936 — «Голубое и розовое» А. Я. Бруштейн
- 1939 — «Воспитанница» А. Н. Островского
- 1941 — «Начало пути» («Алёша Пешков»). Инсценировка О. Д. Форш и И. А. Груздева повести А. М. Горького «Детство»

Московский театр юного зрителя
- 1935 — «Блуждающая школа» Л. А. Кассиля и С. А. Ауслендера

ЦТКА
- 1935 — «Восточный батальон» братьев Тур и И. Л. Прута
- 1937 — «Волки и овцы» А. Н. Островского

Театр имени Ленинского комсомола — бывший Московский ТРАМ
- 1938 — «Живой труп» Л. Н. Толстого

Театр Революции
- 1939 — «Таня» А. Н. Арбузова
- 1941 — «Простые сердца» К. Г. Паустовского

Передвижной театр обозрения
- 1942 — «Наша Москва» (обозрение)

Фронтовые театры
- 1942 — «Дом на холме» В. А. Каверина (2-й Фронтовой театр ВТО)
- 1942 — «Парень из нашего города» К. М. Симонова (4-й Фронтовой театр ВТО)
- 1943 — «Без вины виноватые» А. Н. Островского (Фронтовой филиал Малого театра)

Московский театр миниатюр
- 1942 — «Москвичи-земляки» (режиссёры Б. В. Бельский, А. С. Менакер и Н. Ф. Тоддес)
- 1943 — «Без намёков» (режиссёр А. С. Менакер)
- 1943 — «Коротко и ясно» (режиссёры А. С. Менакер и Н. Ф. Тоддес)
- 1944 — «Где-то в Москве». Обозрение В. С. Масса и М. А. Червинского (режиссёр А. С. Менакер)

Московский театр имени М. Н. Ермоловой
- 1940 — «Время и семья Конвей» Дж. Б. Пристли
- 1941 — «Хирург Пирогов» Ю. П. Германа
- 1945 — «Бешеные деньги» А. Н. Островского
- 1945 — «Старые друзья» Л. А. Малюгина
- 1945 — «Укрощение укротителя» Б. Флетчера
- 1946 — «Старые друзья» Л. А. Малюгина
- 1946 — «Далеко от Сталинграда» А. А. Сурова (совместно с В. Г. Комиссаржевским)
- 1947 — «Люди с чистой совестью» П. П. Вершигоры (совместно с В. Г. Комиссаржевским)
- 1947 — «Спутники» В. Ф. Пановой и Д. Я. Дара
- 1948 — «Счастье» П. А. Павленко (совместно с В. Г. Комиссаржевским)
- 1948 — «Невольницы» А. Н. Островского
- 1949 — «Дачники» М. Горького
- 1950 — «Миссурийский вальс» Н. Ф. Погодина
- 1950 — «Рассвет над Москвой» А. А. Сурова
- 1951 — «Клуб знаменитых капитанов» В. М. Крепса и К. Б. Минца (совместно с Б. А. Аврашовым)
- 1952 — «Молодые годы» Ю. В. Трифонова и В. Е. Месхетели (совместно с С. Х. Гушанским)
- 1952 — «Достигаев и другие» М. Горького (совместно с В. Г. Комиссаржевским)
- 1953 — «Залог успеха» Ю. В. Трифонова (совместно с С. Х. Гушанским)
- 1956 — «Вечно живые» В. С. Розова
- 1957 — «Вода с Луны» Н. Хентера

МАТС
- 1939 — «Слуга двух господ» К. Гольдони
- 1958 — «На всякого мудреца довольно простоты» А. Н. Островского

## Награды и премии
- Сталинская премия второй степени (1946) — за постановку спектакля «Старые друзья» Л. А. Малюгина
- Заслуженный деятель искусств РСФСР (17 сентября 1945)
- Народный артист РСФСР (5 ноября 1947)
- орден Трудового Красного Знамени
- медали

## Сочинения
- Работа над современным спектаклем — опубликована в кн.: Работа режиссёра над советской пьесой. — М.- Л., 1950.
- Мысли о режиссуре — опубликована в сб.: Режиссёрское искусство сегодня. — М., 1962.